# خط طول 114° غرب
خط طول 114° غرب هو أحد خطوط الطول الجغرافية، والتي تمتد من القطب الشمالي الجغرافي إلى القطب الجنوبي الجغرافي، وحسب التحويل الزمني يتأخر خط طول 114° غرب عن خط غرينتش بـ7 ساعات و36 دقيقة.

## من القطب إلى القطب
ينطلق خط طول 114° غرب من القطب الشمالي نحو القطب الجنوبي مرورا بالمناطق التي ترد في الجدول التالي:
| الإحداثيات                           | البلد أو الإقليم أو البحر | ملاحظات |
| ------------------------------------ | ------------------------- | --- |
| 90°0′N 114°0′W / 90.000°N 114.000°W  | المحيط المتجمد الشمالي    | |
| 77°57′N 114°0′W / 77.950°N 114.000°W | كندا                      | الأقاليم الشمالية الغربية — جزيرة بروك [لغات أخرى]‏ |
| 77°43′N 114°0′W / 77.717°N 114.000°W | Ballantyne Strait         | |
| 77°19′N 114°0′W / 77.317°N 114.000°W | Unnamed waterbody         | مرورا بغرب Fitzwilliam Owen Island, الأقاليم الشمالية الغربية, كندا (في 77°7′N 113°54′W / 77.117°N 113.900°W) |
| 76°54′N 114°0′W / 76.900°N 114.000°W | كندا                      | الأقاليم الشمالية الغربية — Emerald Isle |
| 76°43′N 114°0′W / 76.717°N 114.000°W | Unnamed waterbody         | |
| 76°16′N 114°0′W / 76.267°N 114.000°W | كندا                      | الأقاليم الشمالية الغربية — جزيرة ميلفيل |
| 75°28′N 114°0′W / 75.467°N 114.000°W | Murray Inlet              | |
| 75°3′N 114°0′W / 75.050°N 114.000°W  | Liddon Gulf               | |
| 74°47′N 114°0′W / 74.783°N 114.000°W | كندا                      | الأقاليم الشمالية الغربية — جزيرة ميلفيل |
| 74°31′N 114°0′W / 74.517°N 114.000°W | مضيق مكلور [لغات أخرى]‏    | |
| 73°55′N 114°0′W / 73.917°N 114.000°W | Parry Channel             | شعبة فيكونت ملفيل ساوند [لغات أخرى]‏ |
| 73°13′N 114°0′W / 73.217°N 114.000°W | كندا                      | الأقاليم الشمالية الغربية — جزيرة فيكتوريا (كندا) |
| 72°48′N 114°0′W / 72.800°N 114.000°W | Richard Collinson Inlet   | |
| 72°38′N 114°0′W / 72.633°N 114.000°W | كندا                      | الأقاليم الشمالية الغربية — جزيرة فيكتوريا (كندا) |
| 70°42′N 114°0′W / 70.700°N 114.000°W | Prince Albert Sound       | |
| 70°17′N 114°0′W / 70.283°N 114.000°W | كندا                      | الأقاليم الشمالية الغربية — جزيرة فيكتوريا (كندا) نونافوت — من 70°0′N 114°0′W / 70.000°N 114.000°W on جزيرة فيكتوريا (كندا) |
| 69°15′N 114°0′W / 69.250°N 114.000°W | Dolphin و Union Strait    | |
| 68°23′N 114°0′W / 68.383°N 114.000°W | كندا                      | نونافوت — mainland |
| 68°14′N 114°0′W / 68.233°N 114.000°W | خليج كورونيشن             | |
| 67°58′N 114°0′W / 67.967°N 114.000°W | كندا                      | نونافوت — Berens Islands و mainland الأقاليم الشمالية الغربية — من 65°57′N 114°0′W / 65.950°N 114.000°W, مرورا عبر the بحيرة جريت سليف ألبرتا — من 60°0′N 114°0′W / 60.000°N 114.000°W, مرورا عبر كالغاري في 51°2′N 114°0′W / 51.033°N 114.000°W |
| 49°0′N 114°0′W / 49.000°N 114.000°W  | الولايات المتحدة          | مونتانا أيداهو — من 45°42′N 114°0′W / 45.700°N 114.000°W يوتا — من 42°0′N 114°0′W / 42.000°N 114.000°W أريزونا — من 37°0′N 114°0′W / 37.000°N 114.000°W                                                                                          |
| 32°14′N 114°0′W / 32.233°N 114.000°W | المكسيك                   | ولاية سونورا |
| 31°31′N 114°0′W / 31.517°N 114.000°W | خليج كاليفورنيا           | |
| 29°34′N 114°0′W / 29.567°N 114.000°W | المكسيك                   | ولاية باها كاليفورنيا ولاية باخا كاليفورنيا سور — من 28°0′N 114°0′W / 28.000°N 114.000°W |
| 26°58′N 114°0′W / 26.967°N 114.000°W | المحيط الهادئ             | |
| 60°0′S 114°0′W / 60.000°S 114.000°W  | المحيط الجنوبي            | |
| 73°51′S 114°0′W / 73.850°S 114.000°W | القارة القطبية الجنوبية   | المطالب الإقليمية بالقارة القطبية الجنوبية |